# Nőtincs
Nőtincs là một thị trấn thuộc hạt Nógrád, Hungary. Thị trấn này có diện tích 20,47 km², dân số năm 2010 là 1180 người, mật độ 58 người/km².